# Suze Broks
Suze Broks (Amsterdam, 10 augustus 1942 – aldaar, 26 mei 2017)  was een Nederlandse balletdanseres en actrice. 
Broks begon in 1950 op achtjarige leeftijd aan een klassieke balletopleiding en maakte tegelijk haar debuut bij het Scapino Ballet. Als balletdanseres was ze in de jaren zestig te zien in televisieshows, waaronder de Rudi Carrell Show. Een aantal jaren later begon ze met acteren. Ze maakte in 1973 haar filmdebuut in Turks fruit. Bij het televisiepubliek werd ze in de jaren negentig bekend door de rollen van Maartje van Doorn in de comedyserie Oppassen!!! en van Guusje van de Wetering in de dramaserie Vrouwenvleugel.
Suze Broks overleed in 2017 op 74-jarige leeftijd, na een lang ziekbed.

## Filmografie
- Baantjer (2002) - Tante Cor
- Vrouwenvleugel (1995) - Guusje van de Wetering
- Een galerij (1994)
- Oppassen!!! (1994) - Maartje van Doorn
- Onderweg naar Morgen (1994) - Patiënte
- Groeten uit Tirool (1994)
- Pleidooi (1994) - Vriendin van Nevejan
- Medisch Centrum West (1992) - Anneke de Jong
- Een hoofdstuk apart (1990) - 't kamermeisje
- Zeg 'ns Aaa (1985), (1991)
- Privé voor twee (1988) - Truus Visser
- Honneponnetje (1988)
- Dossier Verhulst (1986) - Mevrouw Visscher
- Maria (1986) - Wil
- Moord in extase (1984) - Tante Stien
- Bassie & Adriaan: De Huilende Professor (1982) - Huilende vrouw
- Uit de wereld van Guy de Maupassant (1977) - Prostituée
- Keetje Tippel (1975)
- Turks fruit (1973)